# جنی بودینگتون
جنی بودینگتون (انگلیسی: Jennie Boddington؛ ۱۹۲۲ – ۱۵ نوامبر ۲۰۱۵) فیلم‌سازی، محقق اهل استرالیا بود.